# Софьян Вананди
Sz
Софьян Вананди (индон. Sofjan Wanandi; 3 марта 1941, Савахлунто, Западная Суматра) — индонезийский предприниматель и политик. Один из лидеров КАМИ, активный участник антикоммунистической кампании 1965—1966 и свержения Сукарно. При режиме Сухарто — функционер Голкар, депутат Народного консультативного конгресса. В середине 1970-х оставил политику и занялся предпринимательством. Основатель многопрофильных холдингов Gemala Group и Santini Group, один из крупнейших предпринимателей Индонезии.. В 2008—2014 — председатель Ассоциации работодателей Индонезии. Младший брат влиятельного политика Юсуфа Вананди.

## Студент
Родился в католической семье китайского происхождения. При рождении получил имя Льем Бянь Коен, которое в подростковом возрасте сменил на индонезийское. Отец Софьяна Вананди был предпринимателем, владел магазином и прачечной.
Среднее образование Софьян Вананди получил в Паданге. С детства участвовал в отцовском деле, охранял семейный магазин.
С 1957 жил в Джакарте. Учился на экономическом факультете Университета Индонезия. Читал лекции по экономике в бандунгском Университете Паджаджаран.
Софьян Вананди придерживался правых антикоммунистических взглядов, был оппозиционно настроен к режиму Сукарно. Занимал пост председателя католического студенческого союза PMKRI. Был учеником католического проповедника-иезуита Йоопа Бека, состоял в созданной Беком антикоммунистической и антиисламистской группировке KASBUL.

## Активист
После событий 30 сентября 1965 года Софьян Вананди немедленно включился в антикоммунистическую кампанию. Был одним из инициаторов создания Союза действия студентов Индонезии (КАМИ). Был ближайшим соратником Космаса Батубары, возглавлял джакартскую организацию КАМИ. Активно участвовал в жёстких акциях против КПИ и антиправительственных демонстрациях. Был арестован полицией, заключён в тюрьму, но через несколько дней освобождён.
Софьян Вананди поддержал свержение Сукарно и приход к власти генерала Сухарто. Он вступил в Голкар, был самым молодым членом Совета народных представителей. Некоторое время служил секретарём у видных деятелей окружения Сухарто.
В январе 1974 года в Джакарте произошли столкновения в связи с визитом в Индонезию премьер-министра Японии Какуэя Танаки. Многие студенты-антикоммунисты, в том числе ветераны КАМИ, участники событий 1965—1966, протестовали против японской экономической экспансии, роста цен и коррупции режима Сухарто. Против них была брошена полиция. Эти события глубоко потрясли Софьяна Вананди. Он решил оставить политику и заняться предпринимательством.

## Предприниматель

### Бизнес-система
Получив банковский кредит под залог семейного дома, Софьян Вананди на паях с братьями учредил торговую фирму Pakarti Yoga. Затем создал совместное предприятие с японскими партнёрами. Занялся фармацевтическим делом в компании Biantoro Wanandi. Расширив дело, занял посты CEO в компаниях PT Dharma Kencana Sakti, PT Garuda Mataram, PT Mandala Airways, PT Dharma Putra Film, PT Tri Usaha Bakti.
К началу 1980 бизнес-система Софьяна Вананди представляла собой многопрофильный холдинг из торгово-закупочных, фармацевтических, страховых, автомонтажных, судоходных, строительных и риэлтерских предприятий. Группа компаний получила название Gemala Group. В системе работают 15 тысяч человек, созданы представительства в Австралии, Новой Зеландии, Великобритании, Канаде (в основном автозаводы). Несколько крупных индонезийских компаний аффилированы с Gemala Group. В 1994 Софьян Вананди и сыновья учредили многопрофильную корпорацию Santini Group.
Дела Софьяна Вананди осложнились после вынужденной отставки Сухарто и прихода к власти президента Хабиби. Новый глава государства инициировал уголовное преследование. При этом делался акцент на китайское происхождение Софьяна Вананди и его внешние связи. Несколько месяцев он провёл в США. Но вопрос вскоре был снят после ухода Хабиби.
Группы компаний Софьяна Вананди и его семьи принадлежат к крупнейшим производственным, коммерческим и инвестиционным структурам Индонезии. Лично Софьян Вананди рассматривается как «лидер финансистов “нового порядка”» (режима Сухарто).
Софьян Вананди является советником вице-президента Индонезии Юсуфа Каллы (также бывшего члена КАМИ). Занимается, в частности, подготовкой Азиатских игр 2018, проведение которых запланировано в Джакарте и Палембанге.

### Деловые принципы
На конференции Ассоциации работодателей Индонезии (APINDO) в марте 2008 года Софьян Вананди был избран её председателем. Занимал этот пост шесть с половиной лет. Активно работал над заключением трудовых соглашений с профсоюзами, причём выступал против участия государства в этом процессе.
Софьян Вананди считает, что классовый антагонизм работодателей и наёмных работников ушёл в прошлое, тогда как коррумпированная бюрократия — противник тех и других. Развивает на предприятиях своих компаний корпоративные социальные программы, в частности, жилищное строительство для рабочих. При этом он высказывался против профсоюзных требований о повышении зарплат, поскольку в сочетании с засильем госаппарата и коррупцией это подрывает деловую активность компаний.
В своей деловой деятельности Софьян Вананди исповедует два ключевых принципа:

Я всегда говорю: нельзя заниматься сразу и политикой, и делом. Времени не хватит ни на то, ни на другое. И второе: нельзя иметь дело с правительством. Только с родными и с давними уличными друзьями.

В то же время (несмотря на такие установки) источники, близкие к мусульманским деловыми кругам, сообщали о крупной задолженности компаний Софьяна Вананди перед Банком Индонезии. Льготные условия кредитов они объясняли политическими преференциями, сложившимися во времена Сухарто, «привилегиями католиков в стране мусульманского большинства». Сам Софьян Вананди отрицает эти обвинения.
Софьян Вананди акцентирует производственные проекты своих корпораций, подчёркивает, что «продавать надо продукцию, а не сырьё». Резко осуждает бюрократическую централизацию, «феодальное правление» в регионах и чиновную коррупцию.

## Семья
Софьян Вананди женат на Риантини Сутеджа, имеет трёх сыновей — Лестарто, Лукито, Витарсу. Все они — менеджеры и совладельцы Gemala Group.
Крупными акционерами и управленцами Gemala Group являются также братья основателя — Руди Вананди, Бианторо Вананди, Эдвард Вананди, Юсуф Вананди. Старший брат Юсуф Вананди играет в компании скорей символическую роль, поскольку активно занимается политикой. Он тоже был учеником Йоопа Бека, активистом PMKRI и КАМИ, затем — руководящим функционером Голкара, руководителем «мозгового центра» CSIS при президенте Сухарто.

## Награды
- Орден Звезды Махапутра (2019 год)[11]
- Орден Восходящего солнца 2 степени (2015 год, Япония)[12]
- Командор ордена Полярной звезды (2018 год, Швеция)[13]